# Flávio Costa
Flávio Rodrigues Costa (Carangola, 14 de setembro de 1906 — Rio de Janeiro, 22 de novembro de 1999) foi um futebolista e treinador de futebol brasileiro.
É o treinador com mais títulos de Campeonato Carioca, com nove taças.

## Estilo
Considerado pela Folha de S.Paulo, o primeiro técnico brasileiro estrategista, Flávio Costa foi um dos inventores da diagonal, um sistema tático brasileiro.
Flávio era auxiliar de Dori Kruschner, técnico húngaro de Flamengo em 1937, que trouxe o esquema 3-2-2-3 para o Brasil. Porém, ao assumir a equipe principal, Flávio recuou um dos três atacantes, fazendo o time jogar num 3-2-3-2. Esta peça do meio de ataque mais recuada, tanto armava como concluía, vindo de trás, uma espécie de ponta de lança. No Vasco caberia a Ademir de Menezes fazer a função, vindo de trás e realizar seus famosos “rushs”. O esquema ficou conhecido como "WM diagonal".
Tinha fama de disciplinador: nada de meias arriadas, camisa para fora do calção, gorrinho, branco ou com as cores do clube; e de conhecimento da técnica e das leis do jogo.

## Carreira

### Em Clubes
Iniciou sua carreira futebolista nas categorias de base do modesto Heleno. Chegou ao juvenil do Flamengo em 1924, clube que também foi onde se profissionalizou em 1926. É o treinador que mais jogos comandou o Flamengo: 777 jogos, 443 vitórias, 150 empates e 184 derrotas, com 1924 gols marcados e 1083 sofridos. Aproveitamento de 63,4%.

### Na Seleção
Dirigiu a seleção brasileira ao lado de Joreca em dois jogos em 1944. Em 1945 assumiu sozinho o cargo de técnico do Brasil ficando até 1950. No período foram 39 jogos, 24 vitórias, 6 empates e 9 derrotas, com aproveitamento de 69,2%. Treinou o Brasil em três sul-americanos, conquistando o vice-campeonato em 1945 e 1946 e o título em 1949. Foi vice-campeão do mundo na Copa do Mundo FIFA de 1950.
Retornou para treinar o Brasil entre 1955 e 1956 com 15 jogos, 9 vitórias, 3 empates e 3 derrotas, com aproveitamento de 66%.
Foi técnico do Brasil na Copa Roca de 1945, considerado por Mário Filho como uma das grandes vitórias do futebol brasileiro, e no Maracanaço, considerado um dos maiores reveses da história do futebol.
Era criticado por ser um técnico "bairrista", privilegiando jogadores do Rio de Janeiro em suas convocações, mas quando o Brasil jogava em São Paulo, rearmava a equipe com jogadores paulistas. Mário Filho acusou Flávio de ter trazido "o bairrismo para o scratch nacional". Flávio se defendeu em entrevista em 1995: "Havia muita rivalidade entre São Paulo e Rio. Era guerra. Fui treinador por dez anos da seleção carioca. Uma vez, em São Paulo, houve uma briga e acabei preso num camburão. Não me apresentei como o treinador carioca no camburão para não ser linchado ali mesmo. Depois o chefe da delegação foi me tirar da cadeia."

## Morte
Flávio Costa morreu em 22 de novembro de 1999, vítima de um aneurisma abdominal, aos 93 anos de idade, no Rio de Janeiro. Foi sepultado no dia 24 de novembro no Cemitério São João Batista na Zona Sul da capital fluminense.

## Títulos como treinador
Flamengo
- Campeonato Carioca: 1939, 1942, 1943, 1944, 1963 e 1965
- Taça Fernando Loretti: 1945 e 1946
- Taça Lamartine Babo: 1965
- Torneio Aberto do Rio de Janeiro: 1936
- Torneio Extra do Rio de Janeiro: 1934
- Torneio Início do Rio de Janeiro: 1946, 1951 e 1952
- Torneio Relâmpago do Rio de Janeiro: 1943
- Elfsborg Cup: 1951
- Taça João Vianna Seiler: 1936
- Taça Royal: 1940
- Torneio Gilberto Alves: 1965
- Torneio Internacional da Colômbia: 1964
- Torneio Internacional da Tunísia: 1962
- Torneio Internacional de Lima: 1952
- Torneio Quadrangular de Vitória: 1965
- Troféu Carlos Renaux x Flamengo: 1952
- Troféu Cidade de Arequipa: 1952
- Troféu Francisco Roman: 1952
- Troféu Naranja: 1964

Santos
- Taça “A Preferida”: 1938
- Taça Comemorativa: 1938

Seleção Brasileira
- Campeonato Pan-Americano: 1956
- Copa América: 1949
- Copa Rio Branco: 1947 e 1950
- Superclássico das Américas: 1945
- Taça Bernardo O'Higgins: 1955
- Taça do Atlântico: 1956
- Taça Oswaldo Cruz: 1950, 1955 e 1956

Vasco da Gama
- Copa Internacional Rivadávia: 1953
- Campeonato Sul-Americano de Clubes Campeões: 1948
- Campeonato Carioca: 1947, 1949 e 1950
- Torneio Gérson dos Santos Coelho: 1948
- Torneio Internacional do Chile: 1953
- Torneio Início do Rio de Janeiro: 1948
- Torneio Municipal do Rio de Janeiro: 1947
- Taça Centenários de Portugal: 1947
- Taça Cinquentenário do Racing: 1953
- Copa O Século (Portugal): 1955

FC Porto
- Campeonato Português: 1955-56
- Taça de Portugal: 1955-56 e 1956-57
- Taça de Honra da AF Porto: 1956-57, 1957-58, 1964-65 e 1965-66

Portuguesa
- Torneio Norte do Paraná: 1957

Colo-Colo
- Campeonato Chileno: 1960

São Paulo
- Taça Deputado Mendonça Falcão: 1960
- Taça Sporting Club de Portugal: 1960
- Torneio Pentagonal de Guadalajara: 1960
- Torneio Quadrangular de Cali: 1960
- Troféu Casa André Luiz: 1961
- Troféu Honra ao Mérito: 1961
- Troféu Madeira: 1961